# تانيا ألين
تانيا ألين (بالفرنسية: Tanya Allen)‏ (و. 1975  م) هي ممثلة أفلام كندية، ولدت في تورونتو.

## وصلات خارجية
- تانيا ألين على موقع IMDb (الإنجليزية)
- تانيا ألين على موقع أول موفي (الإنجليزية)
- تانيا ألين على موقع قاعدة بيانات الفيلم (الإنجليزية)